# Степанов, Василий Павлович
Васи́лий Па́влович Степа́нов (1905 — январь 1981) — советский партийный и государственный деятель.

## Биография
В 1926 году вступил в ВКП(б). В 1935 году окончил Московский институт истории, философии и искусства. С 1935 по 1938 год учился в аспирантуре Московского института истории, философии и искусства.
В 1938—1941 годах работал в аппарате ЦК ВКП(б).
В 1941—1945 годах заместитель председателя Комитета по радиофикации и радиовещанию при СНК СССР.
С 1945—1946 годах заведующий отделом кинематографии Управления пропаганды и агитации ЦК ВКП(б).
В 1946 году главный редактор Государственного литературного издательства.
В 1947—1948 годах заместитель начальника Управления пропаганды и агитации ЦК ВКП(б).
В 1949—1951 годах заместитель главного редактора, главный редактор газеты «Культурная жизнь».
В 1951—1953 годах работал в аппарате ЦК ВКП(б).
В 1953—1954 годах 1-й заместитель заведующего Отделом по связям с иностранными коммунистическим партиями ЦК КПСС. В 1954—1955 годах заведующий Отделом по связям с иностранными коммунистическим партиями ЦК КПСС.
В 1955—1960 годах редактор газеты «Правда». В 1961—1962 годах заместитель главного редактора газеты «Правда».
В 1961—1966 годах кандидат в члены ЦК КПСС. В 1962—1965 годах главный редактор журнала «Коммунист». В 1962—1966 годах член Идеологической комиссии при ЦК КПСС.
С 1966 года на пенсии.